# Говард Воловиц
Говард Джоэл Воловиц (англ. Howard Joel Wolowitz) — персонаж американского телесериала «Теория Большого взрыва».
Среди основных мужских персонажей в шоу Говард отличается тем, что у него нет докторской степени, по-прежнему живёт со своей матерью и считает себя дамским угодником. Говард — лучший друг Раджеша (мать Леонарда считает, что их отношения носят латентно гомосексуальный характер).
Персонаж, которого играет Саймон Хелберг, назван в честь программиста, знакомого одного из создателей сериала.

## Характеристика
В первой пилотной версии Говард отсутствовал.  В описании характеров для кастинга второй пилотной серии указывалось: «Говард Воловиц, друг Леонарда и Шелдона. Работает в отделе прикладной физики Калифорнийского технологического университета, один из разработчиков аппаратов вроде тех, что исследуют поверхность Марса. Говард считает себя дамским угодником, несмотря на полное отсутствие успехов на любовном фронте».
В серии первого сезона «The Pancake Batter Anomaly» указано, что он родился в 1981 году.
У Воловица оригинальная манера одеваться: он носит футболки поверх манишки, узкие джинсы и слипоны. Плюс к этому, практически всегда в качестве атрибута можно заметить приколотый к одежде значок. В повседневной одежде значок (чаще всего в виде головы пришельца) красуется на вороте водолазки или манишки с левой стороны, в день обряда бракосочетания в 24 эпизоде 5 сезона значок украшает лацкан его праздничного смокинга, но уже с правой стороны. К слабостям Говарда можно отнести пряжки. По словам костюмера Мэри Куигли, пряжки для пояса Воловица подбирает сам исполнитель в зависимости от того, о чём рассказывает очередная серия, или просто «под настроение». У Саймона Хелберга большая коллекция пряжек (целые полки в костюмерной заполнены одними лишь пряжками Воловица), и Мэри постоянно ищет пополнения для этой коллекции или сама создаёт новые формы для предстоящих эпизодов. Общее увлечение актёра и его персонажа этой деталью одежды напоминает общее увлечение футболками с изображением Флэша у Джима Парсонса и исполняемого им Шелдона Купера. По мнению Хелберга, облегающие костюмы и дикий выбор аксессуаров (включая повязку на глазу в одной из серий) связаны с надеждой Говарда таким образом привлечь внимание девушек.
Воловиц любит комиксы. Самый ценный в его коллекции — Фантастическая четверка #48, в котором впервые появился Серебряный Сёрфер. Также он имеет свой личный транспорт — мотороллер Vespa, а позже автомобиль Mini.
Кроме того, Говард, по собственному утверждению, говорит на французском, русском, китайском, арабском и клингонском языках, знает язык жестов, а также иврит. В одной из серий он пытался научить Шелдона китайскому. Как и исполняющий его роль актёр Саймон Хелберг, Воловиц — талантливый имитатор. Его подражания Алу Пачино, Кристоферу Уокену и Николасу Кейджу вызывают восторг не только у других персонажей сериала, но и журналиста Rolling Stone Сарин Лидс. Также, Говард прекрасно изображает «речь» дельфина (6 серия 9 сезона, 12:10).
Говард достаточно музыкален. Он играет на фортепиано и ударных. Он написал для Бернадетт две песни — «Sweet Bernadette» (9 серия 3 сезона) и «From The Moment That I Met You» (6 серия 7 сезона). Его любимые исполнители — The Beatles, Эминем, Странный Эл Янкович и Нил Даймонд. В 9 сезоне на пару с Раджем основывает группу «Следы на луне» и пишет песню «Thor and Dr. Jones».
Воловиц считает себя «ловеласом», но его попытки завязать отношения с девушками постоянно сталкиваются с трудностями. Ради того, чтобы «снять» девушку, Говард готов даже провести её в секретную лабораторию (в одной из серий это заканчивается аварией марсохода).
У Говарда аллергия на арахис, и она представляет серьёзную угрозу для его жизни. Он также упоминал об аритмии. Говард гордится тем, что у него всего 3% лишнего жира.

Говард Воловиц — еврей, но он иронично относится к своей национальной и религиозной принадлежности и не соблюдает кашрут (ест свинину МуШу и креветки). В одной серии он высказался, что готов прибить своего раввина куском свинины, чтобы только встречаться с девушкой (сестрой Шелдона). В разговоре с невестой он готов сослаться на своё еврейство, якобы не позволяющее ему перевозить вещи в субботу, хотя при этом не перестаёт поедать чизбургер с беконом. Он поясняет, что его религия крайне либеральна: 
Если твой «шмекель» обрезан и ты не носишь креста, этого достаточно.
Религиовед Дэн Клэнтон рассматривает три «свидетельства» связи Воловица с иудаизмом:
- Говард по-своему соблюдает шаббат; по его собственным словам, «у нас с мамой традиция — зажигать свечи и смотреть „Колесо фортуны“»
- Когда Леонард собирается распродавать свою коллекцию комиксов и моделей, Воловиц звонит матери, чтобы узнать общую сумму своего «фонда на бар-мицву» (она отмечается при достижении 13 лет), и затем предлагает приятелю 2600 долларов и два дерева в Израиле.
- При входе в атмосферу корабля «Союз», который должен возвратить Воловица и ещё двух астронавтов с МКС, он выкрикивает браху; на вопрос одного из коллег о значении этих слов, Говард отвечает: «Это еврейское благословение на хлеб. У нас нет молитвы о том, чтобы не свалиться на Землю из космоса»

## Семья
В течение первых четырёх сезонов сериала Говард живёт со своей властной матерью Дебби Воловиц, которая не обращает внимания на его достижения. По мнению Дэна Клэптона, мать Воловица олицетворяет собой стереотип еврейской матери, у которой любовь к детям обрела форму жёсткого контроля над их жизнью и резко критического отношения к их успехам. Известно, что мама Говарда — женщина в теле. На протяжении практически всего сериала (начиная с седьмой серии первого сезона) слышно только закадровый голос миссис Воловиц, но впервые появляется в кадре только на мгновение в сцене свадьбы Говарда; её лицо скрыто шляпой, так что зритель может видеть, по выражению продюсера Билла Прейди, только «массу в розовом». Еще миссис Воловиц можно увидеть в полный рост в пятнадцатой серии шестого сезона в дверном проеме кухни. В 15 серии 8 сезона мать Говарда поехала во Флориду к родным и там скончалась (создателям сериала пришлось расстаться с этим персонажем после того, как актриса Кэрол Энн Сьюзи, озвучивавшая миссис Воловиц, действительно умерла в ноябре 2014 года).
Про отца Говарда мало что говорится. Известно лишь, что он бросил его с мамой, когда Говарду было 11 лет. Также его отец отправил на 18-летие Говарда письмо, вокруг чего выстроена фабула 19-го эпизода шестого сезона. В 20-й серии восьмого сезона появляется сводный брат Говарда Джош.
Постоянные попытки Воловица ухаживать за женщинами-нееврейками наталкиваются на неприятие со стороны матери, но он продолжает эту линию поведения, вероятно, ей назло. При знакомстве с выросшей в католической семье Бернадетт Ростенковски он приглашает её на встречу шаббата в шутливой надежде, что носимый ею крест наконец вызовет у миссис Воловиц церебральную аневризму. В конце четвёртого сезона Говард сделал Бернадетт предложение; свадьба состоялась накануне его полёта в космос, со всеми пятью друзьями в качестве священников. В определённый момент Говард переехал к Бернадетт, а после смерти матери вернулся в свой старый дом.
В середине 9-го сезона Бернадетт узнаёт, что беременна. Их дочь Хэлли, названная в честь кометы, родилась в 11-й серии 10-го сезона. В 16-й серии 11-го сезона у семейства Воловиц вновь пополнение — сын Майкл.

## Работа
В отличие от Леонарда, Шелдона, Раджа, Эми и Бернадетт, у Говарда нет докторской степени, и Шелдон любит издеваться над ним по этому поводу. В свою защиту Воловиц говорит, что он магистр Массачусетского технологического института. Однажды Воловиц попытался получить докторскую, но его научным руководителем стал Шелдон.
Говард разрабатывает оборудование (изначально — космические туалеты; потом появляется манипулятор типа «механическая рука», фактически приватизированный Говардом в личных целях и т. д.), которое будет использовано в НАСА, и часто хвастается этим. По словам научного консультанта сериала Дэвида Зальцберга, съёмочная группа предпринимает усилия, чтобы обеспечить реалистичность условий и плодов работы Воловица. Так, показанные в одной из серий трудности с туалетом для астронавтов, над которым работает Говард, спустя несколько месяцев после её выхода на экран в точности повторились на МКС.
Будучи инженером среди своих друзей-физиков, он берет на себя роль лидера для малых практических проектов. Например, в одной из серий Говард был основной силой в сборке робота «МОНТИ» для «Битвы роботов», но «МОНТИ» был разгромлен. Впрочем, виновата здесь Пенни, которая деморализовала Говарда тем, что сообщила парню, что ни одна женщина не станет с ним флиртовать.
Работа Говарда над орбитальным телескопом привела его к служебной командировке в космос на МКС, по сюжету состоявшейся в рамках полёта МКС-31; в эпизодах, связанных с этим полётом, вместе с актёром Саймоном Хелбергом, исполняющим роль Воловица, снимался настоящий астронавт Майкл Массимино. После возникновения неполадок с телескопом возникла необходимость во второй космической командировке, от которой Массимино удаётся его отговорить — в результате чего Воловиц «откручивается» от полёта, ссылаясь на повышенное артериальное давление в стрессовой обстановке.